# Metgöl (Locknevi socken, Småland)
Metgöl är en sjö i Vimmerby kommun i Småland och ingår i Botorpsströmmens huvudavrinningsområde.